# Kinder- und Jugendliteraturpreis des Nordischen Rates
Der Kinder- und Jugendliteraturpreis des Nordischen Rates (dän. Nordisk Råds børne- og ungdomslitteraturpris; finn. Pohjoismaiden neuvoston lasten- ja nuortenkirjallisuuspalkinto; isl. Verðlaun Norðurlandaráðs fyrir barna- og unglingabókmenntir; norw. Nordisk råds barne- og ungdomslitteraturpris; schwed. Nordiska rådets pris för barn- och ungdomslitteratur) wird seit 2013 verliehen. Er wurde geschaffen, um die Kinder- und Jugendliteratur in den nordischen Ländern zu stärken und zu verbessern.
Der Preis ist mit 350.000 Dänischen Kronen dotiert (Stand 2014) und wird jährlich von einem Komitee bei der Preisverleihung des Nordischen Rats vergeben.

## 2013
Der Fantasy-Roman Karikko der finnischen Schriftstellerin Seita Vuorela und der Illustratorin Jani Ikonen, der sich sowohl an Jugendliche als auch an Erwachsene wendet, gewann den ersten Preis 2013.

## 2014
Gemeinsam mit dem Illustrator Øyvind Torseter gewann der norwegische Schriftsteller Håkon Øvreås 2014 den Preis für ihr Buch Brune. Das Buch handelt von den Erlebnissen des Jungens Rune, der sich des Nachts in den Superheld Brune verwandelt. Als Brune hat er auch die Möglichkeit, sich mit seinem verstorbenen Großvater zu unterhalten.

## 2015
Im Jahr 2015 gewann der schwedische Schriftsteller Jakob Wegelius mit dem Buch Mördarens apa. Das Buch schildert die abenteuerliche Reise des Gorillas Sally um die Welt.

## 2016
Der isländische Schriftsteller Arnar Már Arngrímsson gewann mit seinem Buch Sölvasaga unglings den Preis 2016. Das Buch ist ein Coming-of-Age-Roman.

## 2017
2017 wurde der Preis an die Illustratorin Linda Bondestam sowie postum an den Schriftsteller Ulf Stark verliehen. Ihr Bilderbuch Djur som ingen sett utom vi enthält „tiefgründige und melancholische Gedichte über unbekannte Tiere“.

## 2018
Der Preis ging im Jahr 2018 an den färöischen Schriftsteller Bárður Oskarsson für sein Bilderbuch Træið.

## 2019
Die norwegische Schriftstellerin Kristin Roskifte gewann mit ihrem Wimmelbuch Alle sammen teller.

## 2020
2020 gewannen der schwedische Schriftsteller Jens Mattsson und die finnlandschwedische Illustratorin Jenny Lucander den Preis für ihr Buch Vi är lajon! (deutsch: Wir sind Löwen!). Sowohl Alltag als auch die eskapistischen Fantasien eines todkranken Kindes werden aus einer konsequenten Ich-Perspektive gezeigt.

## 2021
2021 gewann die schwedische Schriftstellerin Elin Persson den Preis für ihr Buch De afghanska sönerna, das das Leben im Asylcenter beschreibt.